# Jacques Bertin (cartographe)
Pour les articles homonymes, voir Jacques Bertin et Bertin.
Jacques Bertin, né à Maisons-Laffitte le 27 juillet 1918 et mort à Paris 13e le 3 mai 2010, est un cartographe français, père de la « sémiologie graphique ». Ce domaine s'inscrit dans le courant de recherche de la sémiotique visuelle.

## Carrière scientifique

### Formation
Après ses études secondaires, il est admis en 1934 à l’École de Cartographie à l’Université de Paris. Il y reçoit des enseignements en géographie mathématique (géodésie, systèmes de projection), en dessin cartographique. 

Bertin (1953) projection

Une fois diplômé, Jacques Bertin travaille un temps pour l’édition, puis entre après la Deuxième Guerre mondiale au Centre National de la Recherche Scientifique. Il participe à un travail sur l’espace social parisien, au sein d’une équipe dirigée par le sociologue Paul-Henry Chombart de Lauwe (1913 — 1998). Ce travail aboutit à la publication en deux volumes de « Paris et l’agglomération parisienne » (1952). Dans le premier tome, « L’espace social d’une grande cité », Bertin rédige un chapitre intitulé « Recherche graphique », dans lequel il livre ses premières réflexions théoriques sur le langage cartographique. Il y esquisse notamment les notions de variables visuelles et de propriétés de ces variables. Il estime que le cartographe doit tendre vers une « unité visuelle », c’est-à-dire une image efficace et susceptible d’une lecture globale.
En 1954, à l’initiative des historiens Lucien Febvre et Charles Morazé, Jacques Bertin rejoint la VIe section de l’École pratique des hautes études, un pôle de recherches en sciences sociales né après la guerre avec le soutien de la Fondation Rockfeller, qui deviendra en 1975 l'École des hautes études en sciences sociales.
En 1957, il devient directeur d'étude en créant le Laboratoire de Cartographie qu'il dirige jusqu’à sa retraite, en 1985. Le laboratoire est chargé de préparer des « cartes » et diagrammes à la demande de chercheurs d’horizons divers. Bertin et ses collaborateurs, confrontés à leur demande multiforme, tant du point de vue des données que des types d’illustration, vont peu à peu élaborer des principes généraux qui puissent guider la représentation graphique, tout en entretenant un dialogue fructueux entre la cartographie et les différentes disciplines des sciences sociales.

### Sémiologie graphique
L'ensemble de ses travaux scientifiques se porte sur une réflexion théorique et pratique sur l’ensemble des moyens graphiques (diagrammes, cartes et graphes), formant la matière d’un traité fondamental. En 1967, cette réflexion aboutit à la publication de l'ouvrage « Sémiologie Graphique » qui deviendra un traité fondateur de la pensée cartographique contemporaine.
Ce traité s’inscrit dans un contexte d’expansion de la sémiotique propre aux années 1960 et 1970. Il étudie la pratique d’un mouvement général d’analyse sémiotique de l’image dans différents contextes (photographie, l’image d’art, l’image publicitaire, la bande dessinée ou le cinéma).
- « Mobilité » de l'image

Publié en 1977, dans la monographie « La graphique et le traitement graphique de l’information », il introduit la notion de la « mobilité » de l’image en insistant sur l’importance de la « graphique dynamique ».  Il considère le traitement visuel des données comme l’aspect le plus original de ses travaux : « Ce point est fondamental. C’est la mobilité interne de l’image qui caractérise la graphique moderne. On ne « dessine » plus un graphique une fois pour toutes. On le « construit » et on le reconstruit (on le manipule) jusqu’au moment où toutes les relations qu’il recèle ont été perçues. » 
Son influence reste forte dans l’enseignement universitaire de cartographie et a chevauché plusieurs domaines de recherche comme la représentation graphique des données statistiques et la visualisation des données.

## Dépôt des œuvres
Jacques Bertin a donné ses manuscrits (cartes, dessins, travaux, bibliothèque cartographique) au Département des Cartes et plans de la Bibliothèque nationale de France, où ils ont rejoint la collection des fonds des cartographes et géographes français. 
La BnF possède aussi Le Monde vu par Bertin (lavis, aquarelle et acrylique).

## Publications

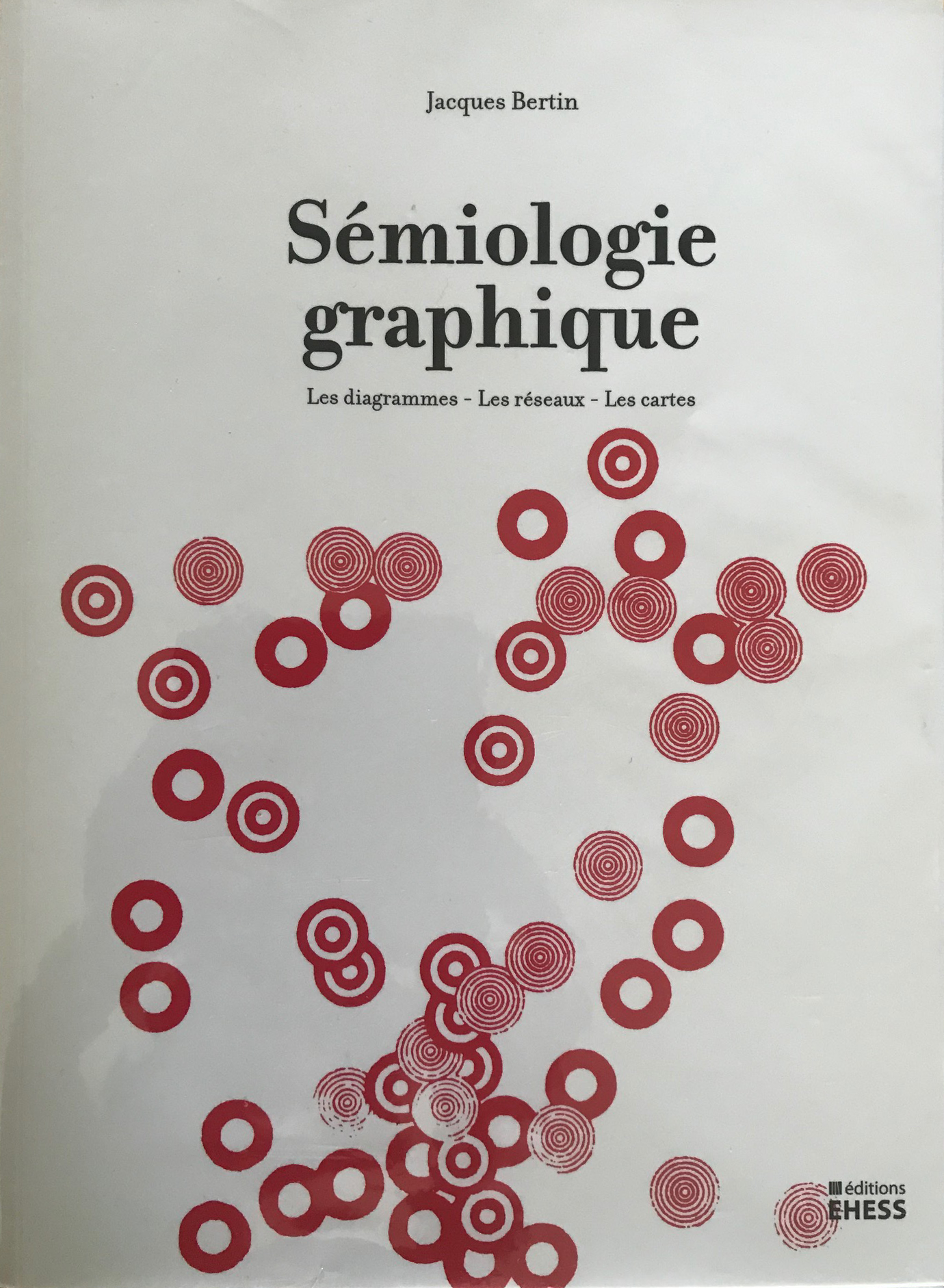
Sémiologie graphique de Jacques Bertin, couverture, réédition EHESS 2013

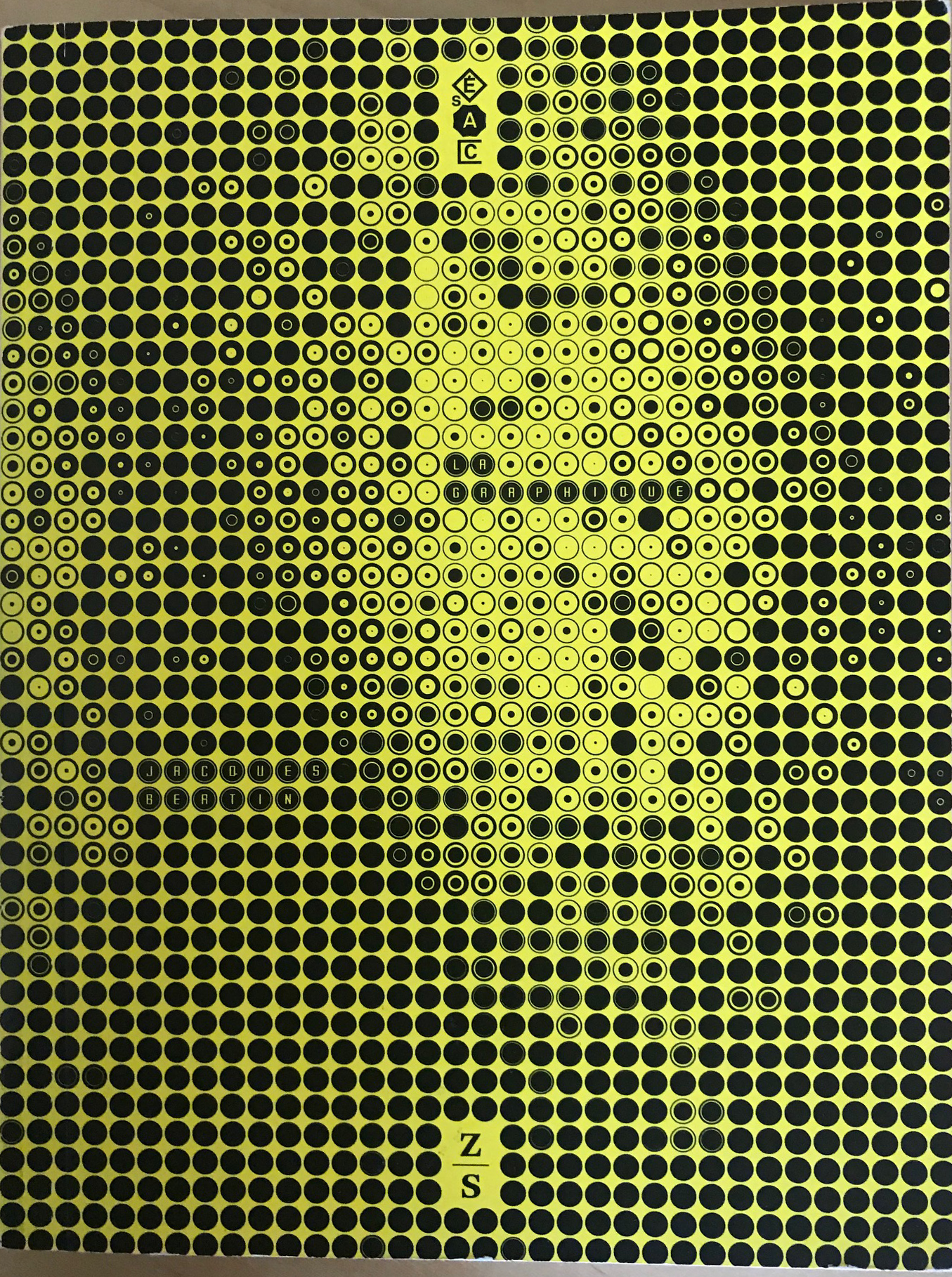
La graphique et le traitement graphique de l'information de Jacques Bertin, couverture, réédition Zones Sensibles 2017

Jacques Bertin a publié plusieurs dizaines d'articles et d'ouvrages scientifiques. On retiendra ses deux principaux ouvrages.
- Sémiologie graphique. Les diagrammes, les réseaux, les cartes, Paris, La Haye, Mouton, Gauthier-Villars, 1967. 2e édition : 1973, 3e édition : 1999, EHESS, Paris.
- La graphique et le traitement graphique de l'information (en collab. avec Serge Bonin), Paris, Flammarion, 1977, 273 p. ; réédition : Bruxelles, Zones sensibles, 2017.

L'atlas historique que Jacques Bertin a dirigé, paru en 1997, présente une approche intéressante que l'on peut qualifier de comparatiste. Il propose des planches synoptiques pour chaque grande période historique, où l'on visualise des migrations, des émergences de civilisations, sur l'ensemble des continents. Ces planches illustrent des chapitres développant les faits majeurs survenus pour chaque sous-ensemble géohistorique (l'Europe prenant certes une place accrue à partir du premier millénaire ap. J.-C.), le lecteur peut contextualiser chaque fait de civilisation dans des échelles plus globales.
- J. Bertin, J. Devisse, D. Lavallée, J. Népote, Atlas historique universel. Panorama de l'histoire du monde, Genève, Éd. Minerve, 1997, 180 p.